# Provinz Alonso de Ibáñez
Alonso de Ibáñez ist eine Provinz im nördlichen Teil des Departamento Potosí im Hochland des südamerikanischen Anden-Staates Bolivien.

## Lage
Die Provinz Alonso de Ibáñez ist eine von sechzehn Provinzen im Departamento Potosí. Sie erstreckt sich zwischen 17° 56' und 18° 20' südlicher Breite und zwischen 66° 10' und 66° 48' westlicher Länge und bedeckt eine Fläche von 2.170 km². Sie grenzt im Norden an das Departamento Cochabamba, im Südwesten an das Departamento Oruro, im Süden an die Provinz Rafael Bustillo, im Südosten an die Provinz Charcas, im Nordosten an die Provinz Bernardino Bilbao.
Die Provinz erstreckt sich über 75 Kilometer in Ost-West-Richtung und über 60 Kilometer in Nord-Süd-Richtung.

## Bevölkerung
Die Einwohnerzahl der Provinz Alonso de Ibáñez ist in den vergangenen drei Jahrzehnten nur wenig angestiegen:
| Jahr | Einwohner | Quelle       |
| ---- | --------- | ------------ |
| 1992 | 23 512    | Volkszählung |
| 2001 | 27 755    | Volkszählung |
| 2012 | 27 970    | Volkszählung |
| 2024 | 25 615    | Volkszählung |

Wichtigstes Idiom der Provinz ist Quechua, das von 88 Prozent der Bevölkerung gesprochen wird, gefolgt von Aymara (62 Prozent) und Spanisch (49 Prozent). Hauptstadt der Provinz ist Sacaca mit 2.292 Einwohnern (Volkszählung 2012).
96 Prozent der Bevölkerung haben keinen Zugang zu Elektrizität, 95 Prozent leben ohne sanitäre Einrichtung. (2001)
78,5 Prozent der Erwerbstätigen arbeiten in der Landwirtschaft, 0,3 Prozent im Bergbau, 8,7 Prozent in der Industrie, 12,5 Prozent im Dienstleistungsbereich. (2001)
95,5 Prozent der Einwohner sind katholisch, 3,5 Prozent sind evangelisch. (1992)

## Gliederung
Die Provinz untergliederte sich bei der letzten Volkszählung von 2024 in die folgenden beiden Verwaltungsbezirke (bolivianisch „Municipios“):
- 05-0701 Municipio Sacaca – 17.188 Einwohner
- 05-0702 Municipio Caripuyo – 8.427 Einwohner

## Ortschaften in der Provinz Alonso de Ibáñez
- Municipio Sacaca
  - Sacaca 2292 Einw. – Tarwachapi 602 Einw. – Colloma 347 Einw. – Vila Vila 307 Einw. – Charca Mikani 279 Einw. – Mallcukota 199 Einw. – Cochipampa 143 Einw.

- Municipio Caripuyo
  - Caripuyo 554 Einw. – Juntavi 517 Einw. – Chojlla 348 Einw. – Huanchaca 230 Einw. – Chaicuriri 229 Einw. – Lacaya 226 Einw. – Jankho Jankho 166 Einw. – Cuchu Challviri 163 Einw. – Irunciata 103 Einw. – Challviri de Potosí 99 Einw. – Queñuani 97 Einw. – Cotaña 95 Einw. – San Miguel 90 Einw. – Jinchupalla 86 Einw. – Calacondo 65 Einw.